# Joseph Lauwerys
Joseph A. Lauwerys (ur. 1902, zm. 1982) – angielski pedagog, profesor pedagogiki porównawczej Uniwersytetu w Londynie. Zajmował się głównie problematyką i metodologią pedagogiki porównawczej. Był współtwórcą oraz pierwszym przewodniczącym Towarzystwa Pedagogiki Porównawczej w Europie, zaś od 1947 r. był współwydawcą World Yearbook of Education. 
Lauwerys był także doradcą komisji UNESCO ds. reformy wychowania w krajach rozwijających się.

## Ważniejsze prace
- Education and Biology (1934)
- Introductory Science (1935)
- The Enterprise of Education (1955)
- Morals, Democracy and Education (1958)